# Vergnügte Ruh, beliebte Seelenlust
Vergnügte Ruh, beliebte Seelenlust (Bienheureuse paix, bien-aimée béatitude) (BWV 170) est une cantate religieuse de Johann Sebastian Bach composée à Leipzig en 1726.

## Histoire et livret
Bach écrivit cette cantate pour alto pour le 6e dimanche après la Trinité et la dirigea le 28 juillet 1726. Pour cette destination liturgique, une autre cantate a franchi le seuil de la postérité : la BWV 9. La brièveté de cette cantate par rapport aux cantates en deux parties écrites avant et après comme Brich dem Hungrigen dein Brot BWV 39 s'explique en supposant que dans le même service une autre cantate a été jouée, Ich will meinen Geist in euch gebende de Johann Ludwig Bach. Les lectures prescrites pour la journée étaient Romains 6,3-11: « Par la mort du Christ nous sommes morts au péché », et Matthieu un passage du Sermon sur la montagne, Mat 5: 20-26, sur une justice meilleure. Le texte de la cantate est tiré de « Gottgefälliges Kirchen-Opffer » de Georg Christian Lehms (1711) et traite du désir de mener une vie vertueuse et d'ainsi entrer au ciel et d'éviter l'enfer.
Pour une exécution ultérieure, en 1746 ou 1747, Bach remplace la partie d'orgue du dernier mouvement par une partie de flûte traversière.

## Structure et instrumentation
La cantate est une des trois que Bach écrivit l'été et l'automne 1726 à Leipzig dans laquelle un soliste alto est le seul chanteur, les autres étant Geist und Seele wird verwirret, BWV 35  et  Gott soll allein mein Herze haben, BWV 169. Il semble probable que Bach avait un chanteur alto de qualité à sa disposition pendant cette période. La cantate est écrite pour un petit orchestre de hautbois d'amour, violon, alto, orgue obbligato et basse continue.
L’œuvre compte cinq mouvements, trois arias séparées par deux récitatifs :
1. aria : Vergnügte Ruh, beliebte Seelenlust
2. récitatif : Die Welt, das Sündenhaus
3. aria : Wie jammern mich doch die Herzen verkehrten
4. récitatif : Wer sich sollte demnach wohl hier zu leben wünschen
5. aria : Mir ekelt zu leben mehr

La cantate dure environ vingt minutes.

## Musique
La première aria est une aria da capo au rythme pastoral.
La deuxième aria est sans basse continue, symbolique du manque de direction dans la vie de ceux qui ignorent la parole de Dieu comme l'évoque le texte. L'orgue joue deux parties, les violons et alto à l'unisson une troisième.
Le second récitatif est accompagné des cordes et de la basse continue. Les cordes jouent la plupart du temps de longs accords, mais illustrent les mots « bei Gott zu leben, der selbst die Liebe heißt » (vivre avec Dieu dont le nom est amour) d'un mouvement plus vif.
L'aria finale est une chanson célébrant le départ du monde et le désir du ciel. Les mots Mir ekelt (cela me dégoûte) sont exprimés par un inhabituel triton ouvrant la mélodie. La voix est ornée de figurations par l'orgue que Bach arrangea pour flûte dans ses dernières années.

## Sources
- Gilles Cantagrel, Les cantates de J.-S. Bach, Paris, Fayard, mars 2010, 1665 p.  (ISBN 978-2-213-64434-9)

- (de)/(en) Cet article est partiellement ou en totalité issu des articles intitulés en allemand « Vergnügte Ruh, beliebte Seelenlust » (voir la liste des auteurs) et en anglais « Vergnügte Ruh, beliebte Seelenlust, BWV 170 » (voir la liste des auteurs).